# Adenomera hylaedactyla
Espèce
Synonymes
- Cystignathus hylaedactylus Cope, 1868
- Leptodactylus hololius Boulenger, 1918
- Leptodactylus minutus Noble, 1923
- Leptodactylus rugosus Melin, 1941 nec Noble, 1923
- Leptodactylus poeppigi Melin, 1941
- Leptodactylus melini Lutz & Kloss, 1952
- Leptodactylus hylaedactylus (Cope, 1868)

Statut de conservation UICN

 LC  : Préoccupation mineure
Adenomera hylaedactyla est une espèce d'amphibiens de la famille des Leptodactylidae.

## Répartition
Cette espèce se rencontre jusqu'à 1 000 m d'altitude, :
- dans l'Est du Pérou ;
- dans l'est de l'Équateur ;
- dans le sud-est de la Colombie ;
- dans le Sud du Venezuela ;
- à la Trinité ;
- au Guyana ;
- au Suriname ;
- en Guyane ;
- dans le Nord du Brésil ;
- dans le nord-est de la Bolivie.

## Description
Adulte le mâle mesure entre 22 et 24 mm et la femelle de 26 à 27 mm.

## Publication originale
- Cope, 1868 : An examination of the Reptilia and Batrachia obtained by the Orton Expedition to Equador and the Upper Amazon, with notes on other species. Proceedings of the Academy of Natural Sciences of Philadelphia, vol. 20, p. 96-140 (texte intégral).